# 本門寺公園
本門寺公園（ほんもんじこうえん）は、東京都大田区池上にある大田区立の公園である。

## 概要
当公園は、日蓮宗の大本山・池上本門寺の東側の土地に広がる公園である。1938年に当時の東京市の公園として開園した。1951年1月30日に大田区に移管された。1996年にはデイキャンプ場が新しくなり、区内をはじめ多くの人に利用されている。その他に園内には弁天池という池があり、釣りをすることができる。

## 主な施設
- 弁天池
- 子ども広場
- グランド
- デイキャンプ場(利用は事前に申し込みの上、有料)[3]
  - 利用時間:年末年始・悪天候時以外の午前9時から午後4時
  - 料金:大田区民：2,200円　大田区外：2,600円

## アクセスなど
- 東急池上線池上駅徒歩15分
- 公園は常時開園。
- 駐車場:なし
- 料金など:入園料は無料。